# NGC 4022
NGC 4022 је лентикуларна галаксија у сазвежђу Береникина коса која се налази на NGC листи објеката дубоког неба.
Деклинација објекта је + 25° 13' 21" а ректасцензија 11h 59m 1,0s. Привидна величина (магнитуда) објекта NGC 4022 износи 13,2 а фотографска магнитуда 14,2. NGC 4022 је још познат и под ознакама UGC 6975, MCG 4-28-111, CGCG 127-125, PGC 37729.